# Ivan Šubašić
Ivan Šubašić (Vukova Gorica, 7 maggio 1892 – Zagabria, 23 marzo 1955) è stato un politico jugoslavo.
Fu l'ultimo governatore del Banato di Croazia e primo ministro del governo jugoslavo in esilio durante la seconda guerra mondiale.  

## Biografia
Nacque il 7 maggio 1892 a Vukova Gorica, in Croazia, allora parte dell'Impero austro-ungarico. Partecipò alla prima guerra mondiale combattendo nelle file austro-ungariche prima contro gli eserciti del Regno di Serbia e poi sul fronte orientale contro l'Impero russo. Successivamente si unì ai volontari jugoslavi per combattere assieme alle forze regolari serbe.  

Al termine della guerra esercitò l'avvocatura ed entrò nella vita politica del neonato Regno di Jugoslavia nelle file del Partito Rurale Croato. Nel 1935 fu eletto al Parlamento e nel 1939, grazie all'appoggio di Vladko Maček, divenne governatore del Banato autonomo di Croazia, carica che mantenne fino all'aprile 1941, quando la Jugoslavia venne invasa dalle forze dell'Asse. 

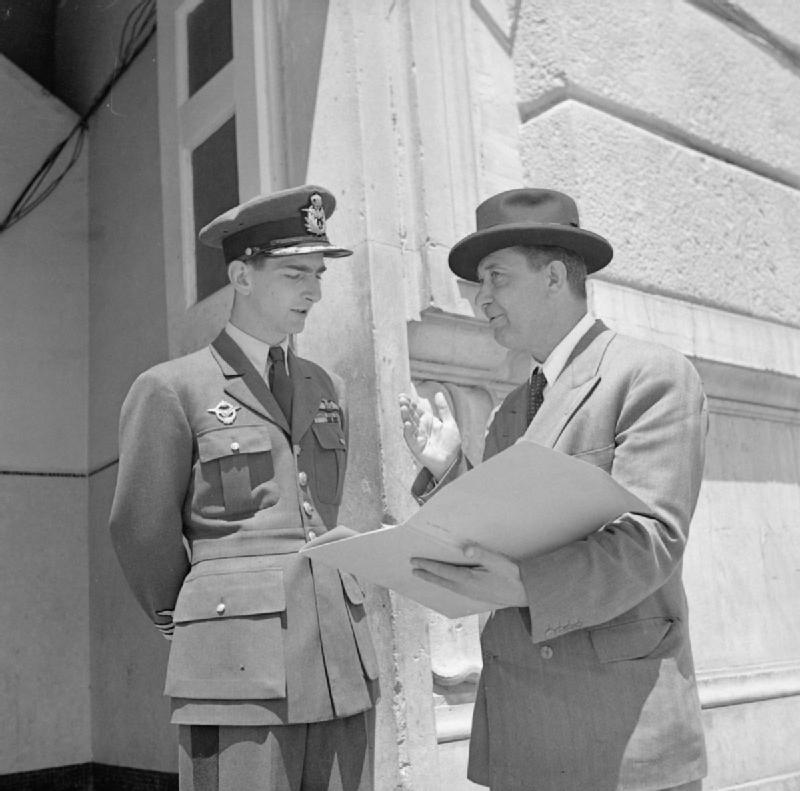
Con re Pietro II in Italia dopo un incontro con Tito.

Seguì il primo ministro Dušan Simović ed il re Pietro II nel loro esilio prima negli Stati Uniti e poi a Londra. Nel maggio 1944, in seguito alle dimissioni di Božidar Purić, fu incaricato dal re di formare il nuovo governo, dal quale escluse ogni rappresentante serbo. Qui Šubašić ed il re furono posti davanti alla realtà che in Jugoslavia si stava facendo sempre più forte il movimento di resistenza guidato da Josip Broz Tito ed i suoi partigiani comunisti e si intravedeva il rischio che questi alla fine della guerra avrebbero preso il potere a scapito del governo monarchico. Su pressioni del premier britannico Winston Churchill, Šubašić iniziò così una serie di negoziati con Tito per definire gli assetti della Jugoslavia una volta liberata. 
Alla liberazione di Belgrado, Šubašić rientrò in Jugoslavia e stipulò con Tito gli accordi di Lissa, noti anche come accordi Tito-Šubašić, firmati sull'isola di Lissa il 16 giugno 1944 e sottoposti sia a Londra che a Mosca. Tali accordi prevedevano il riconoscimento dei partigiani di Tito come le legittime forze armate della Jugoslavia in cambio della partecipazione di esponenti non comunisti al nuovo governo di coalizione. In base all'accordo, inoltre, Šubašić sarebbe dovuto essere il primo presidente della Repubblica Federale Popolare di Croazia. Il 22 gennaio 1945 il re Pietro II lo destituì, ma fu costretto a riassumerlo in seguito a manifestazioni popolari.
Šubašić fu l'unico membro non comunista della delegazione jugoslava che nell'aprile del 1945 si recò assieme al Maresciallo Tito a Mosca per incontrare Iosif Stalin in occasione della firma del trattato di amicizia tra Jugoslavia ed Unione Sovietica.  
Fu ministro della difesa nel primo governo di Tito, ma ben presto si ritirò a vita privata. Morì a Zagabria il 23 marzo 1955.